# Copa América 1983
Die Copa América 1983 war die 32. Ausspielung der südamerikanischen Kontinentalmeisterschaft im Fußball und fand vom 10. August bis 4. November statt.
Der Austragungsmodus war identisch mit 1975 und 1979. Es gab abermals kein Turnier im Ligasystem in einem Land, wie in der Vergangenheit, sondern es wurde in einer Kombination aus Gruppenphase und K.-o.-System mit Hin- und Rückspiel gespielt. Die Vorrunde bildeten drei Gruppen mit je drei Teilnehmern. Die drei Gruppensieger erreichten das Halbfinale, während Titelverteidiger Paraguay automatisch für das Halbfinale qualifiziert war. Bei Punktgleichheit entschied das Torverhältnis, war dieses gleich das Los. Im Finale wäre bei Punktgleichheit nach Hin- und Rückspiel ein Entscheidungsspiel auf neutralem Platz ausgetragen worden, was jedoch diesmal nicht notwendig war. Zum sechsten Mal in der Geschichte des Wettbewerbs wurde eine Zuschauerzahl von über einer Million erreicht, ohne jedoch den Rekord von 1945 zu brechen.
Titelverteidiger Paraguay scheiterte im Halbfinale an Brasilien. Uruguay sicherte sich seinen insgesamt zwölften Titel und zog damit mit dem bisherigen Rekordhalter Argentinien gleich.

## Gruppenphase

### Gruppe A
| Pl. | Land      | Sp. | S | U | N | Tore    | Diff. | Punkte |
| --- | --------- | --- | - | - | - | ------- | ----- | ------ |
| 1.  | Uruguay   | 4   | 3 | 0 | 1 | 007:400 | +3    | 06:20  |
| 2.  | Chile     | 4   | 2 | 1 | 1 | 008:200 | +6    | 05:30  |
| 3.  | Venezuela | 4   | 0 | 1 | 3 | 001:100 | −9    | 01:70  |

|                                                            |   |           |           |
| 1. September 1983 in Montevideo (Estadio Centenario)       |   |           |           |
| Uruguay                                                    | – | Chile     | 2:1 (1:0) |
| 4. September 1983 in Montevideo (Estadio Centenario)       |   |           |           |
| Uruguay                                                    | – | Venezuela | 3:0 (1:0) |
| 8. September 1983 in Santiago (Estadio Nacional de Chile)  |   |           |           |
| Chile                                                      | – | Venezuela | 5:0 (3:0) |
| 11. September 1983 in Santiago (Estadio Nacional de Chile) |   |           |           |
| Chile                                                      | – | Uruguay   | 2:0 (1:0) |
| 18. September 1983 in Caracas (Estadio Brígido Iriarte)    |   |           |           |
| Venezuela                                                  | – | Uruguay   | 1:2 (0:0) |
| 21. September 1983 in Caracas (Estadio Brígido Iriarte)    |   |           |           |
| Venezuela                                                  | – | Chile     | 0:0       |

### Gruppe B
| Pl. | Land        | Sp. | S | U | N | Tore    | Diff. | Punkte |
| --- | ----------- | --- | - | - | - | ------- | ----- | ------ |
| 1.  | Brasilien   | 4   | 2 | 1 | 1 | 006:100 | +5    | 05:30  |
| 2.  | Argentinien | 4   | 1 | 3 | 0 | 005:400 | +1    | 05:30  |
| 3.  | Ecuador     | 4   | 0 | 2 | 2 | 004:100 | −6    | 02:60  |

|                                                        |   |             |           |
| 10. August 1983 in Quito (Estadio Olímpico Atahualpa)  |   |             |           |
| Ecuador                                                | – | Argentinien | 2:2 (0:1) |
| 17. August 1983 in Quito (Estadio Olimpico Atahualpa)  |   |             |           |
| Ecuador                                                | – | Brasilien   | 0:1 (0:1) |
| 24. August 1983 in Buenos Aires (Estadio Monumental)   |   |             |           |
| Argentinien                                            | – | Brasilien   | 1:0 (0:0) |
| 1. September 1983 in Goiânia (Estádio Serra Dourada)   |   |             |           |
| Brasilien                                              | – | Ecuador     | 5:0 (1:0) |
| 7. September 1983 in Buenos Aires (Estadio Monumental) |   |             |           |
| Argentinien                                            | – | Ecuador     | 2:2 (0:1) |
| 14. September 1983 in Rio de Janeiro (Maracanã)        |   |             |           |
| Brasilien                                              | – | Argentinien | 0:0       |

### Gruppe C
| Pl. | Land      | Sp. | S | U | N | Tore    | Diff. | Punkte |
| --- | --------- | --- | - | - | - | ------- | ----- | ------ |
| 1.  | Peru      | 4   | 2 | 2 | 0 | 006:400 | +2    | 06:20  |
| 2.  | Kolumbien | 4   | 1 | 2 | 1 | 005:500 | ±0    | 04:40  |
| 3.  | Bolivien  | 4   | 0 | 2 | 2 | 004:600 | −2    | 02:60  |

|                                                    |   |           |           |
| 14. August 1983 in La Paz (Estadio Hernando Siles) |   |           |           |
| Bolivien                                           | – | Kolumbien | 0:1 (0:0) |
| 17. August 1983 in Lima (Estadio Nacional)         |   |           |           |
| Peru                                               | – | Kolumbien | 1:0 (0:0) |
| 21. August 1983 in La Paz (Estadio Hernando Siles) |   |           |           |
| Bolivien                                           | – | Peru      | 1:1 (0:0) |
| 28. August 1983 in Bogotá (El Campin)              |   |           |           |
| Kolumbien                                          | – | Peru      | 2:2 (0:1) |
| 31. August 1983 in Bogotá (El Campin)              |   |           |           |
| Kolumbien                                          | – | Bolivien  | 2:2 (1:0) |
| 4. September 1983 in Lima (Estadio Nacional)       |   |           |           |
| Peru                                               | – | Bolivien  | 2:1 (2:0) |

## Halbfinale
|                                                     |   |         |           |
| 13. Oktober 1983 in Lima (Estadio Nacional)         |   |         |           |
| Peru                                                | – | Uruguay | 0:1 (0:0) |
| 20. Oktober 1983 in Montevideo (Estadio Centenario) |   |         |           |
| Uruguay                                             | – | Peru    | 1:1 (0:1) |

|                                                             |   |           |           |
| 13. Oktober 1983 in Asunción (Estadio Defensores del Chaco) |   |           |           |
| Paraguay                                                    | – | Brasilien | 1:1 (0:0) |
| 20. Oktober 1983 in Uberlândia (Parque do Sabiá)            |   |           |           |
| Brasilien                                                   | – | Paraguay  | 0:0       |

## Finale
|                                                            |   |           |           |
| 27. Oktober 1983 in Montevideo (Estadio Centenario)        |   |           |           |
| Uruguay                                                    | – | Brasilien | 2:0 (1:0) |
| 4. November 1983 in Salvador da Bahia (Estádio Fonte Nova) |   |           |           |
| Brasilien                                                  | – | Uruguay   | 1:1 (1:0) |

## Beste Torschützen
| Rang | Spieler           | Tore |
| ---- | ----------------- | ---- |
| 1    | Jorge Burruchaga  | 3    |
| 1    | Roberto Dinamite  | 3    |
| 1    | Carlos Aguilera   | 3    |
| 4    | Eder              | 2    |
| 4    | Rodolfo Dubó      | 2    |
| 4    | Jorge Aravena     | 2    |
| 4    | Carlos Valderrama | 2    |
| 4    | Juan Caballero    | 2    |
| 4    | Eduardo Malásquez | 2    |
| 4    | Franco Navarro    | 2    |
| 4    | Wilmar Cabrera    | 2    |
| 4    | Fernando Morena   | 2    |